# 愛爾蘭軍旅
愛爾蘭軍旅(Irish Brigade)是美國內戰時成立的一個以愛爾蘭裔為主的軍旅，屬於聯邦軍隊(北軍)的一部分。

## 組織
創立者及指揮官為Thomas Francis Meagher，於內戰前曾加入紐約州第六十九民兵團。他後來加入了聯邦軍隊保護該州，但不足一百日就回鄉召集同胞，爭取成為聯邦軍隊的一部分，終於，愛爾蘭軍旅成了波多馬克軍團麾下的一個正式軍旅。

### 麾下之兵團
紐約州第六十三步兵團(63rd New York Infantry)
紐約州第六十九步兵團(69th New York Infantry)
紐約州第八十八步兵團(88th New York Infantry)
麻薩諸塞州第二十八步兵團(28th Massachusetts Infantry)
賓夕法尼亞州第一百一十六步兵團(116th Pennsylvania Infantry)

## 戰場生涯
愛爾蘭軍旅此後經常待在戰場上的最前線，而且傷亡人數也較高。於1863年5月14日，Meagher因不滿上級的軍令而被革除軍階，以後他再沒有回隊作戰。其後幾乎所有愛爾蘭軍人在戰事還不太可能有結束的跡象前一一陣亡，逼使他們要重組軍旅，這新軍旅又被稱為“愛爾蘭第二軍旅”。
戰後，第二軍旅的傷亡人數統計同樣驚人: 超過4,000人戰死沙場。